# Дан Бітон
Дан Бітон (івр. דן ביטון, нар. 20 липня 1995, Беер-Шева) — ізраїльський футболіст, півзахисник клубу «Маккабі» (Тель-Авів).

## Ігрова кар'єра
Народився 20 липня 1995 року в місті Беер-Шева. Вихованець футбольної школи клубу «Хапоель» (Беер-Шева). Дорослу футбольну кар'єру розпочав 2014 року в основній команді того ж клубу, в якій провів два сезони, взявши участь в 11 матчах чемпіонату.
Так і не закріпившись у складі рідної команди, 7 вересня 2016 року був відданий в оренду на сезон в клуб «Ашдод», де зіграв 27 матчів і забив 3 голи у чемпіонаті, після чого підписав з командою повноцінну угоду. Загалом відіграв за ашдодську команду три сезони своєї ігрової кар'єри. Більшість часу, проведеного у складі «Ашдода», був основним гравцем команди.
30 травня 2019 року за 1,25 млн євро перейшов у болгарський «Лудогорець», підписавши трирічну угоду. 3 липня 2019 року він дебютував за команду у матчі Суперкубка Болгарії, вийшовши на заміну на 61 хвилині замість Клаудіу Кешеру і допоміг своїй команді здобути трофей. У сезоні 2019/20 він допоміг своїй команді виграти чемпіонат Болгарії, після чого повернувся на батьківщину, перейшовши на правах оренди в «Маккабі» (Тель-Авів) в серпні 2020 року. Того ж місяця Бітон забив один з голів у фіналі Кубка Тото, здобувши перший трофей з новою командою.

## Титули і досягнення
- Чемпіон Ізраїлю (2):

«Хапоель» (Беер-Шева): 2015-16
«Маккабі» (Тель-Авів): 2023-24
- Володар Кубка Тото (2):

«Маккабі» (Тель-Авів): 2020, 2023-24
- Володар Суперкубка Ізраїлю (3):

«Хапоель» (Беер-Шева): 2016, 2025
«Маккабі» (Тель-Авів): 2024
- Чемпіон Болгарії (1):

«Лудогорець»: 2019-20
- Володар Суперкубка Болгарії (1):

«Лудогорець»: 2019
- Володар Кубка Ізраїлю (2):

«Маккабі» (Тель-Авів): 2020-21
«Хапоель» (Беер-Шева): 2024-25